# Hexatoma (Eriocera) perdecora
Hexatoma (Eriocera) perdecora is een tweevleugelige uit de familie steltmuggen (Limoniidae). De soort komt voor in het Neotropisch gebied.